# 韩式中餐
韓式中餐，在韓國又称爲韓式中華料理（韓語：한국식 중국 요리），是由韩國華人將中國菜與當地烹飪技法結合的融合菜式。
尽管最初源自中国菜，但韩式中餐由具有韩国风味和配料的独特菜肴组成，因此它是一种混合菜系。 
在韩国，中餐大多是外卖的，而在其他国家和地区，韩式中餐则会在韩餐厅，或是由移民来的韩国华人餐厅提供。

## 特征
韩式中餐最早出现在19世纪的仁川，当时亦是韩国大部分华侨的居住地。由于位置接近，韩国大部分华侨都来自山东省，因此大多数韩国中国菜都受到鲁菜的影响。
在20世纪中叶，韩国中餐成为高档菜的代表，并形成了影响今日韩式中餐的四大门派：豪华大饭店派（以李连福为代表）、新罗酒店八仙派（以“华商翟师傅”为代表）、红宝石派（以吕敬来为代表）、雅叙园派（以刘方宁为代表）。

## 菜品
大多数韩式中餐馆都供应三种主要的韩式中餐：
- 韩式炸酱面（자장면），一种与中国的炸酱面同源但有所不同的面条料理[3]；
- 炒碼麵（짬뽕），一种用蔬菜、肉类或海鲜和辣椒油调味的辣麵汤，而名字则借用借鉴福建的焖麵，但发源于日本的強棒麵[4]。最初的炒码麵和强棒麵一样是不辣的，但1960年代开始炒码麵开始加辣椒[4]。
- 糖醋肉（탕수육），演变自鲁菜的糖醋里脊，但糖醋肉酱料会与胡萝卜、黄瓜、洋葱、木耳、苹果和菠萝等水果和蔬菜同炒，而糖醋里脊中不会放任何蔬菜水果。[3]韩国人吃糖醋肉普遍分两派：将酱汁整个倒在肉上吃，或是单独夹肉沾上酱汁食用。

韩国中餐馆经常供应的其他菜肴包括：
- 中国冷麵，主料为面条、五香酱肉、黄瓜、蟹棒、海蜇和一个煎鸡蛋，配以用酱油和香辛料调味的冷鸡汤。吃时再浇上由芥末和花生酱混合的浓厚酱汁。[5]
- 乾烹鸡，将鸡块炸制后裹上甜辣酱炒制而成。
- 乾烹虾（깐풍새우），将虾裹上麵糊和面包糠油炸后，以甜辣酱汁炒制而成，酱汁中亦会含有豌豆、胡萝卜等蔬菜。
- 辣椒鸡，与辣子鸡类似的菜。
- 乌冬，一种与炒码麵类似但不辣的汤面，与日本乌冬面或韩式乌冬面都无关。[6]
- 温卤面（울면），类似于乌冬面，由小麦粉面条、切碎的蔬菜和海鲜组成，但汤汁浓厚，以玉米淀粉勾芡。

韩国中餐馆也供应饺子，通常是煎饺。亦提供辣椒粉，用于调味或与酱油混合。
韩国人传统上吃中国菜会配黄萝卜或者蘸过春酱的生洋葱，甚至干脆配泡菜解腻。

## 图片

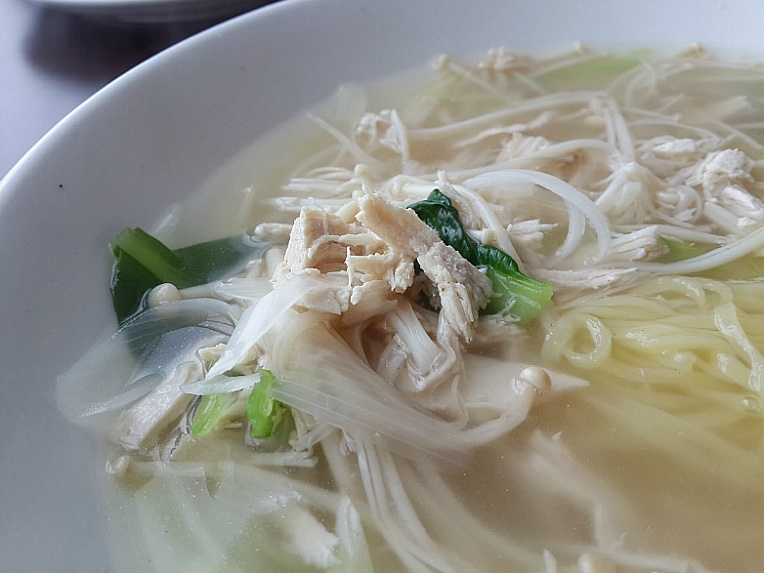
鸡丝面（기스면）
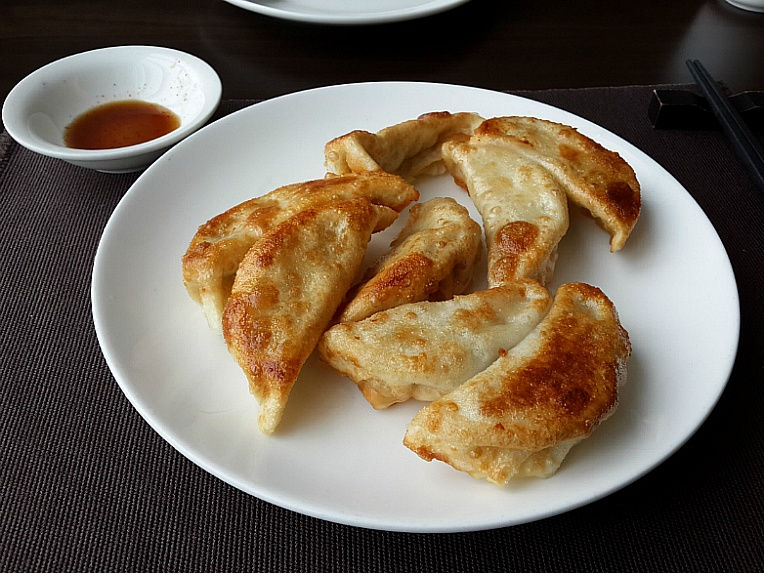
煎饺
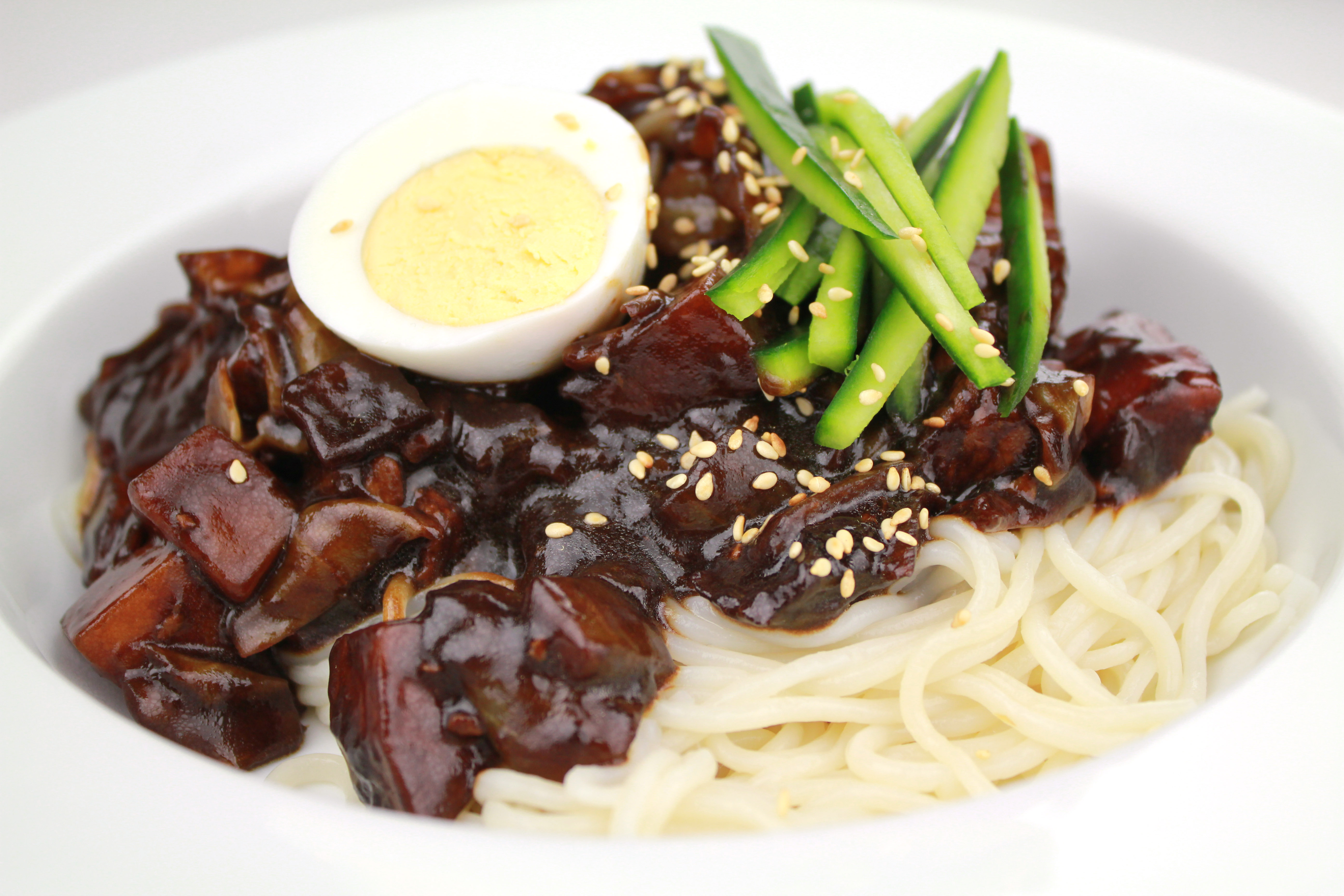
炸酱面
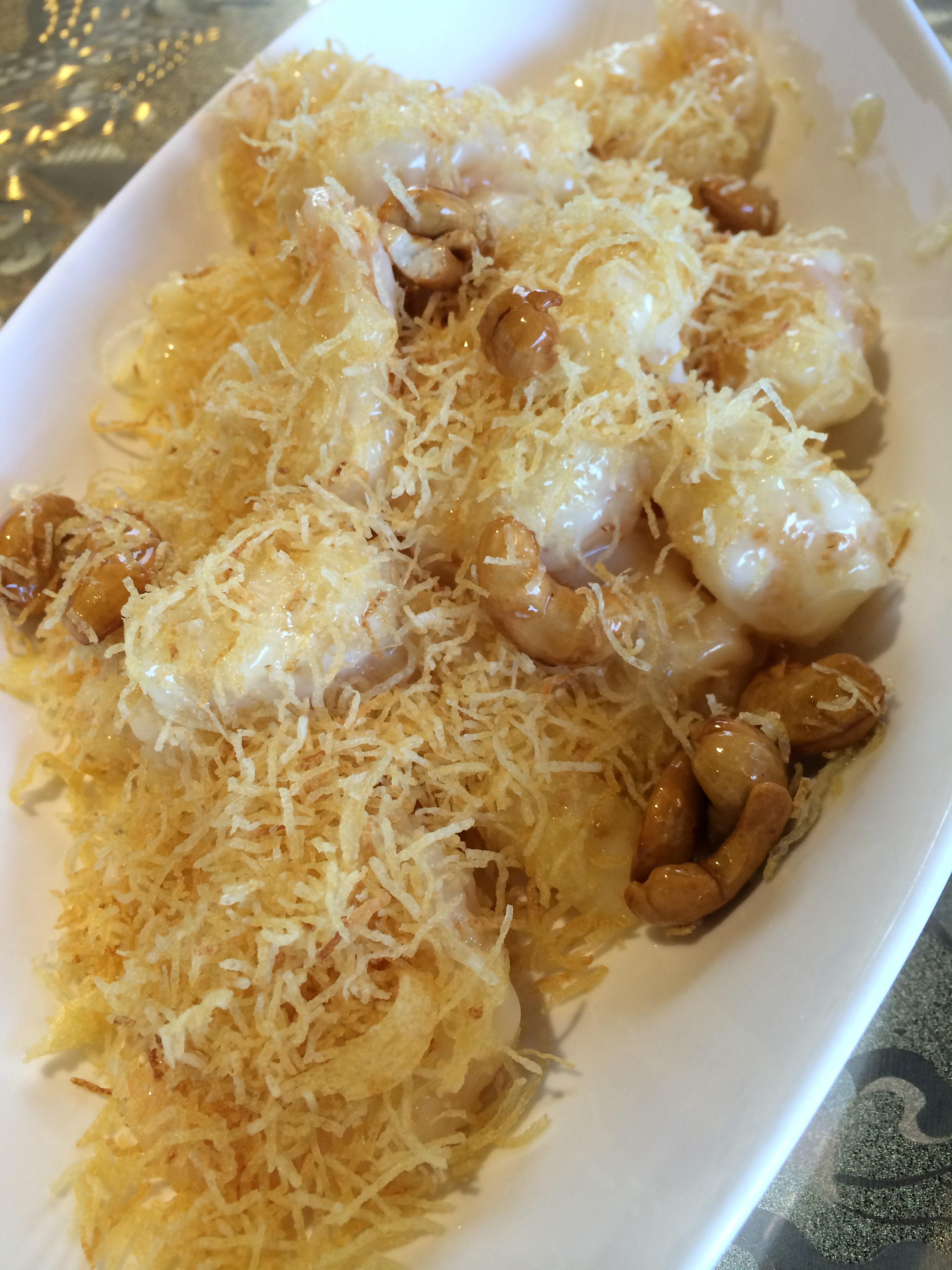
奶油虾（크림새우）
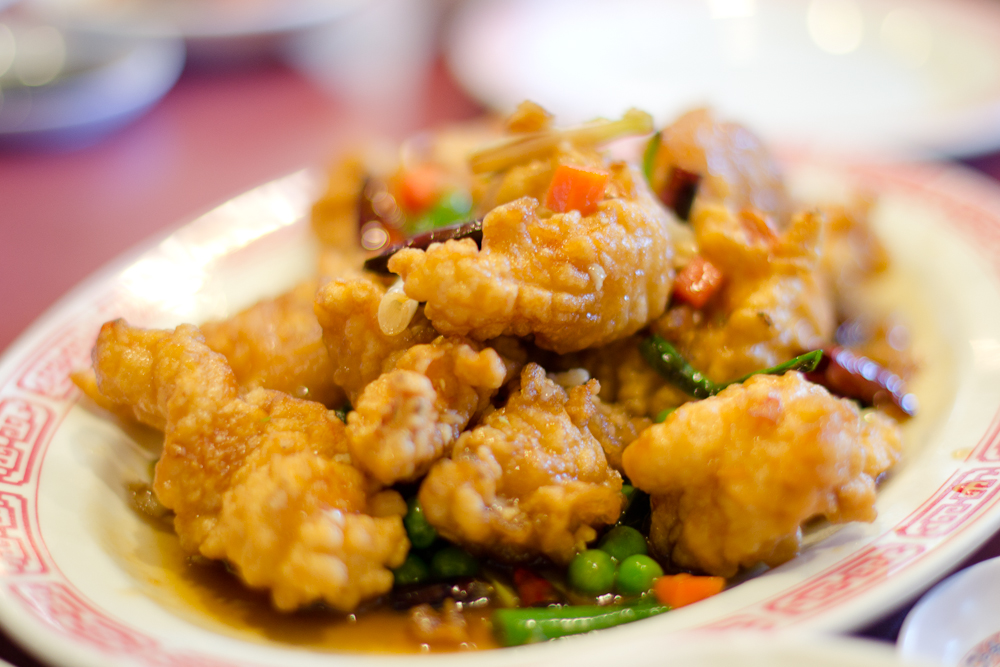
干烹鸡（깐풍기）
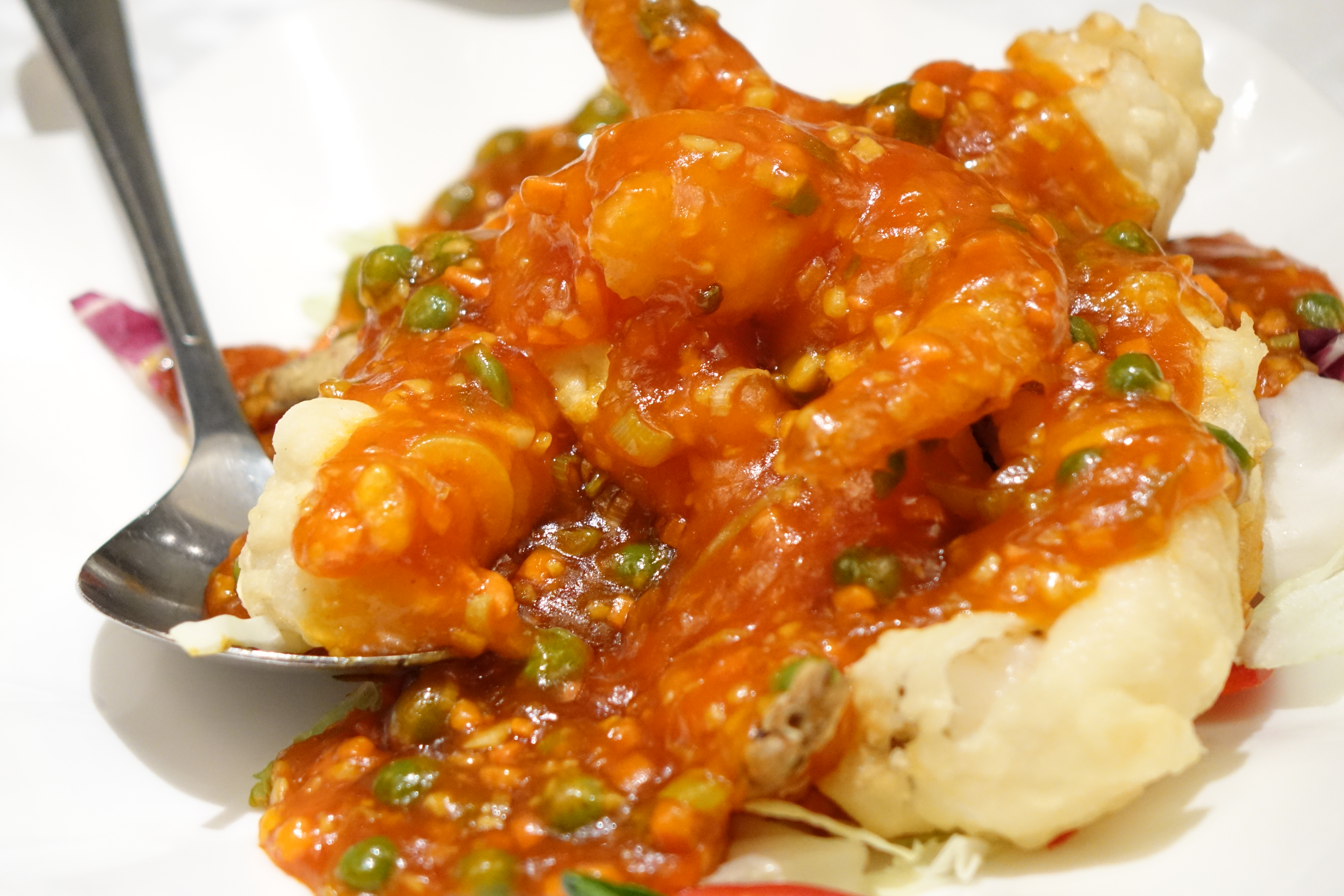
干烧明虾
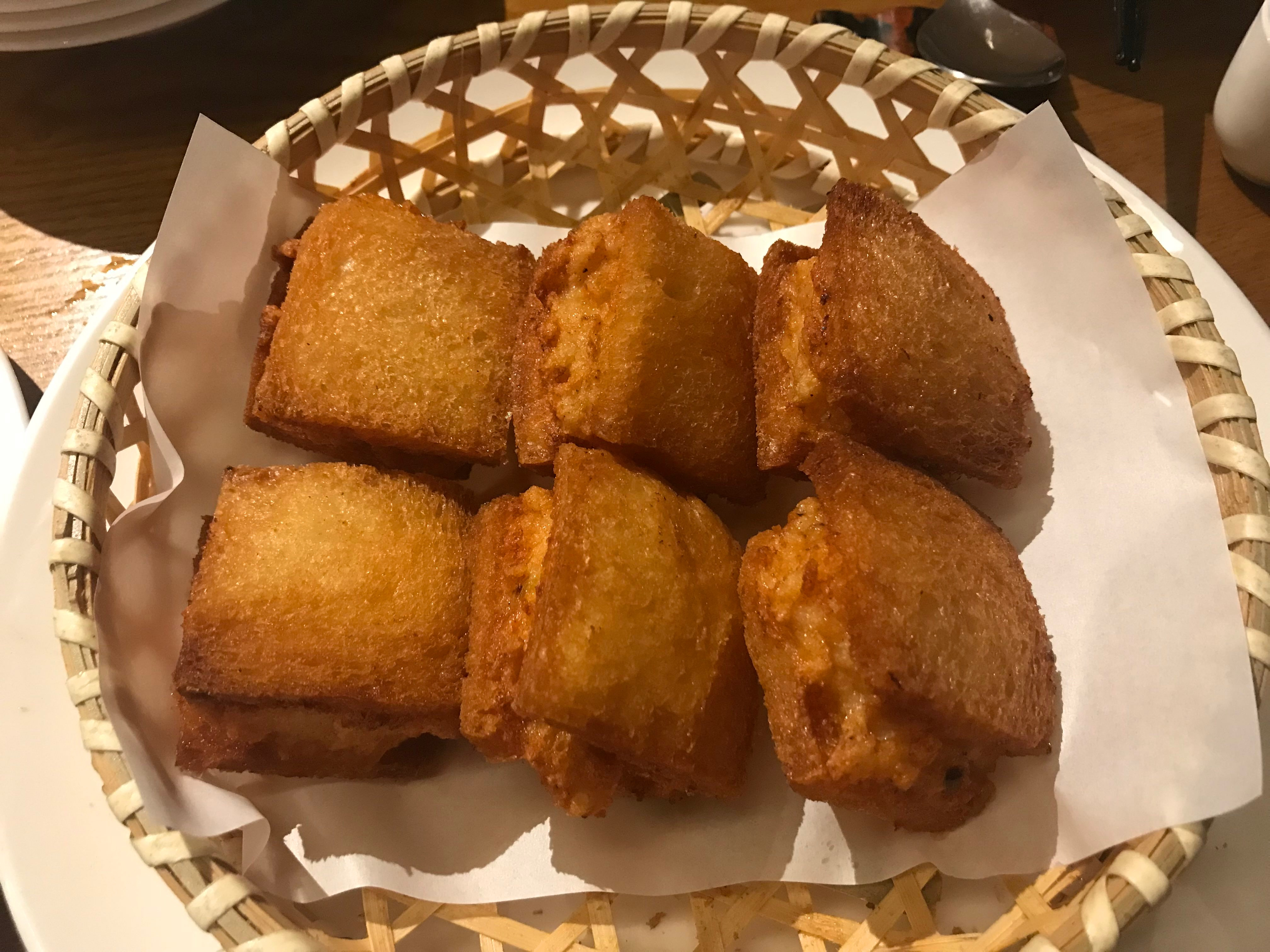
面包虾
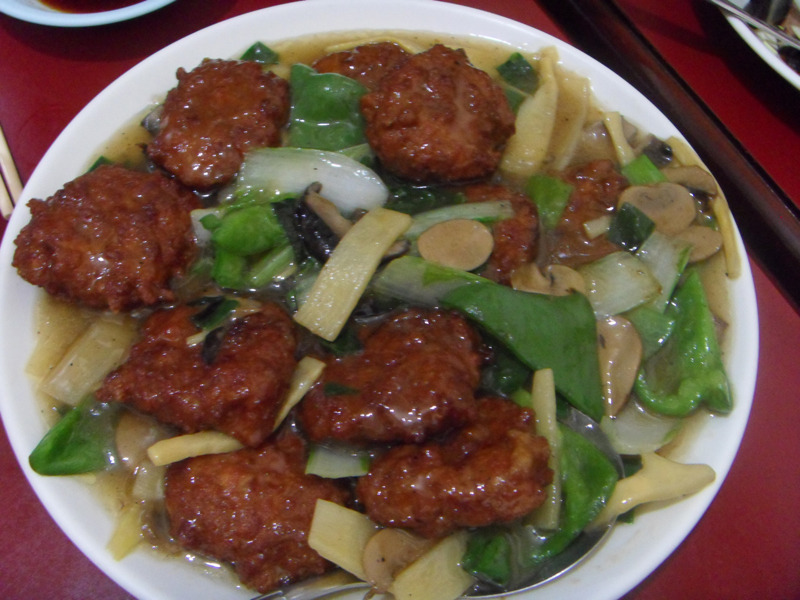
南煎丸子（난자완스）
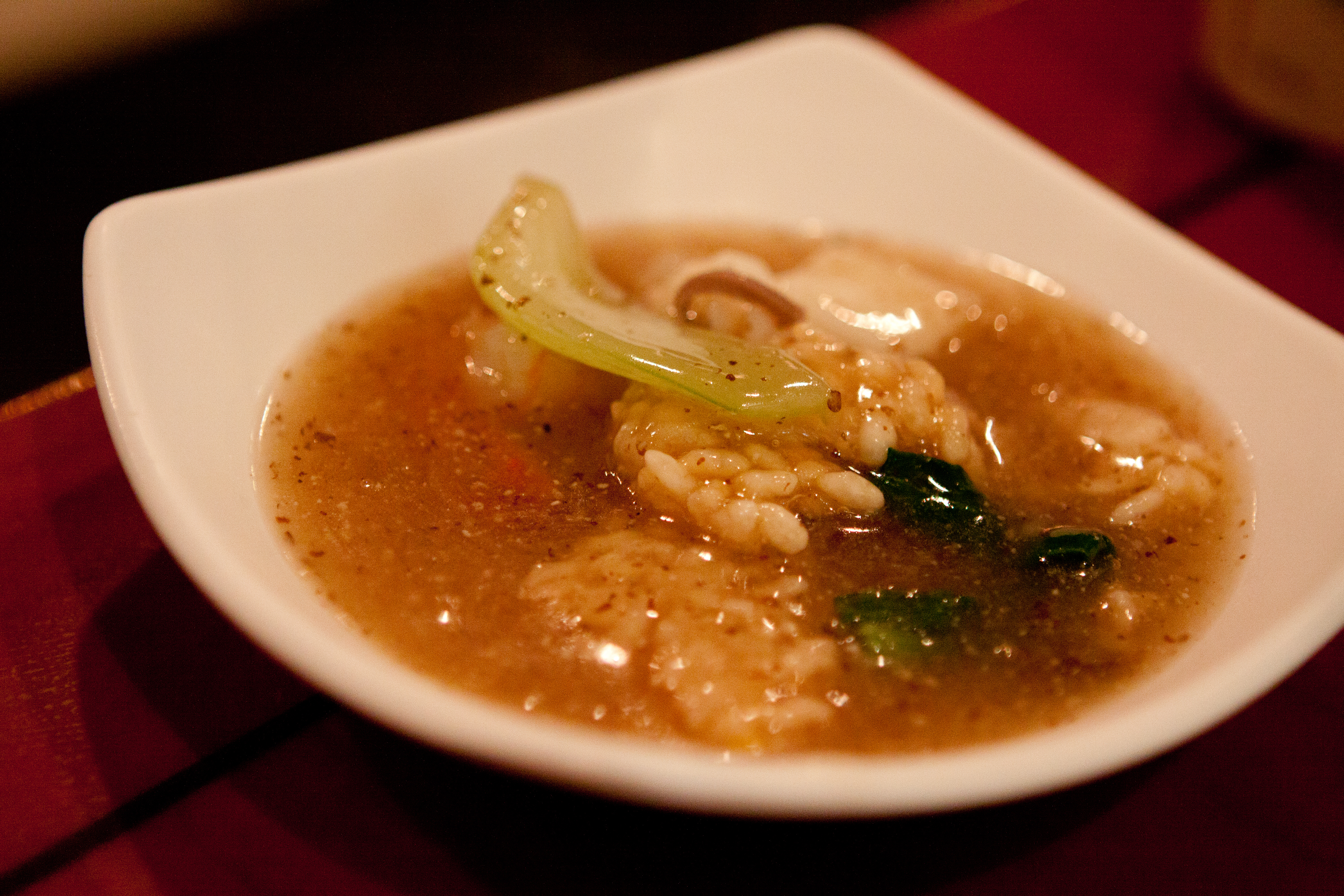
锅巴汤
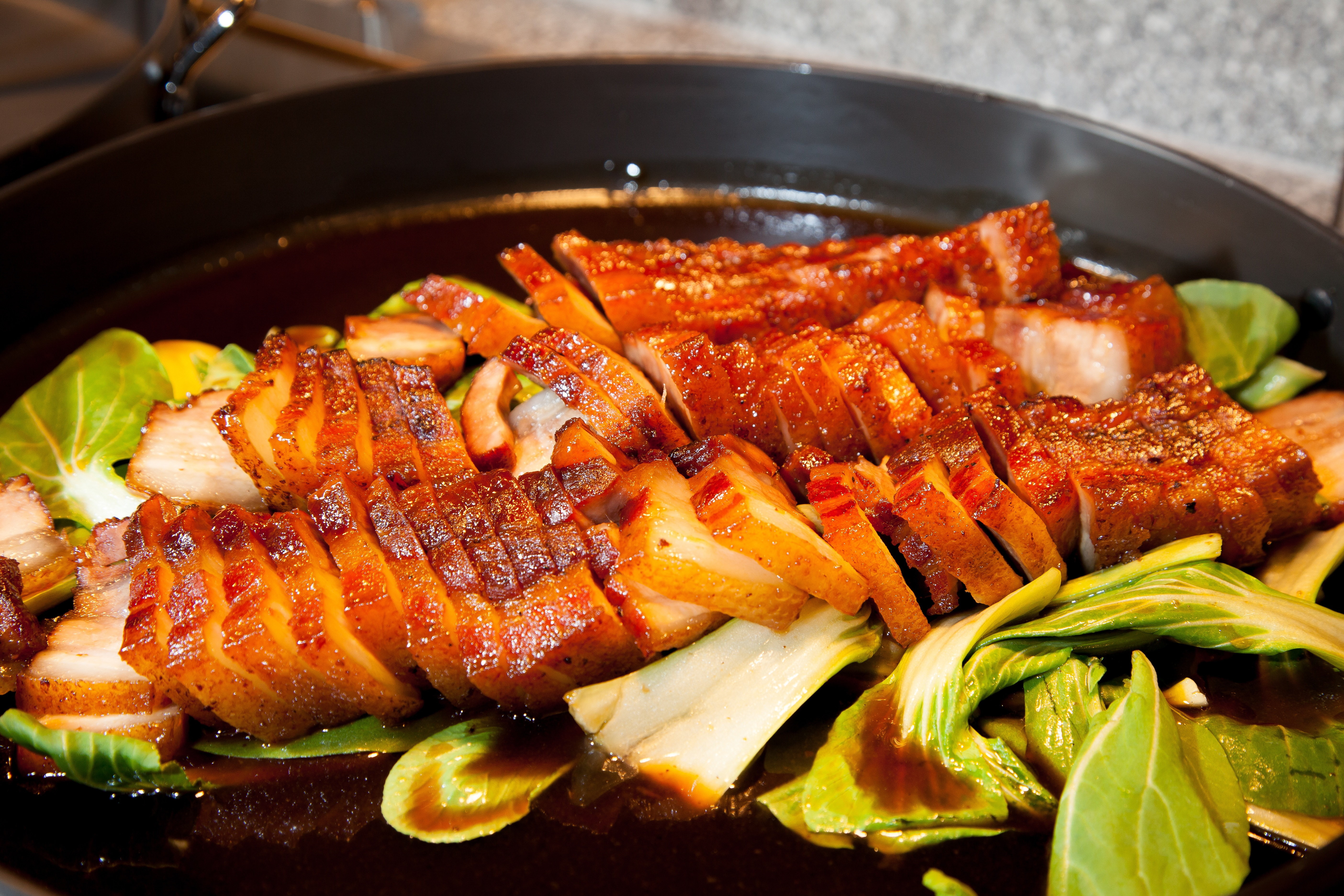
五香酱肉（오향장육）
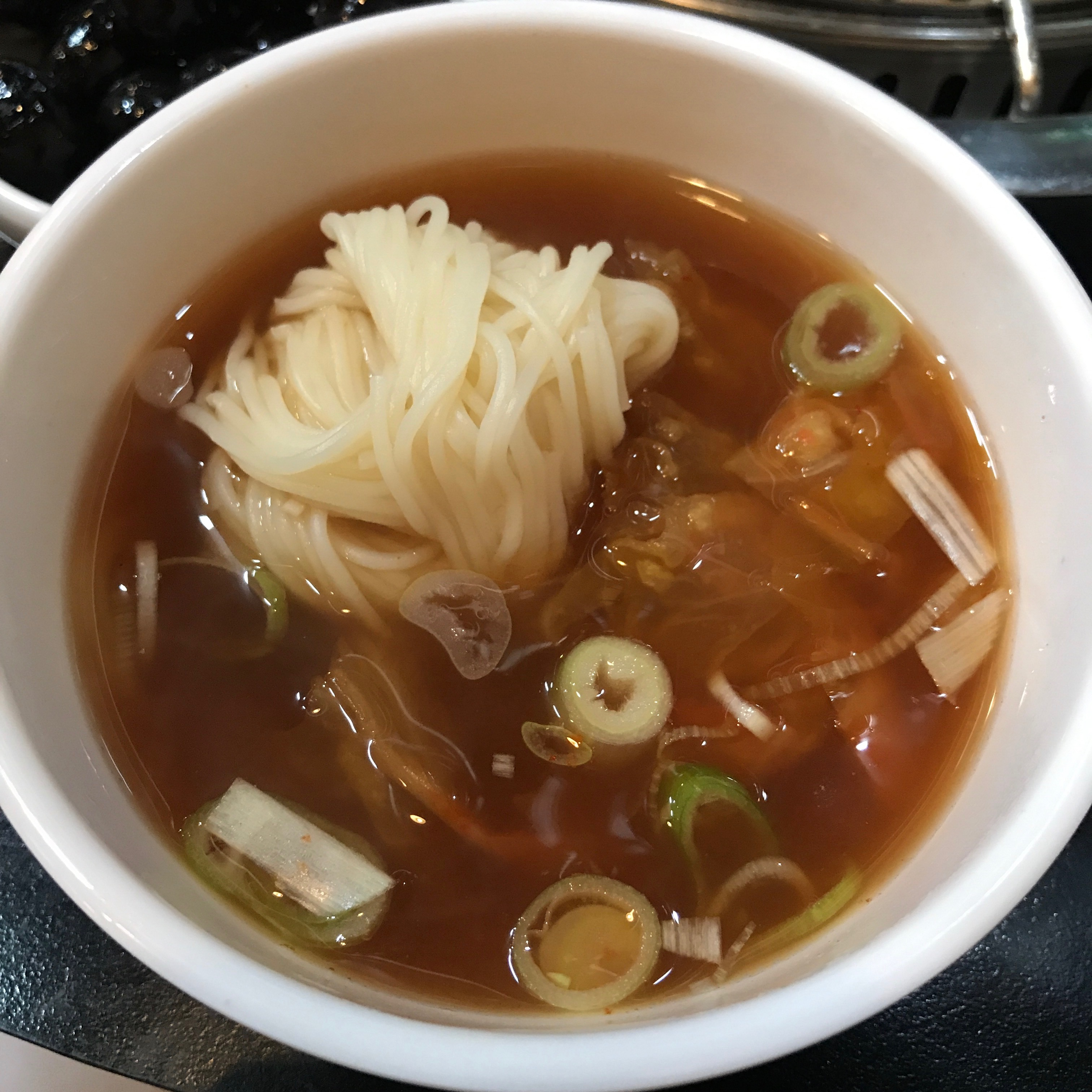
玉米温面（옥수수 온면）
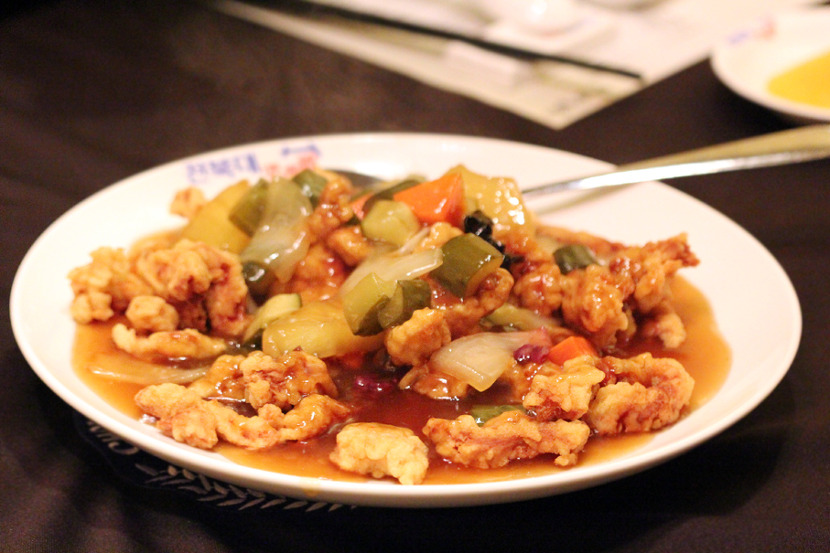
韩式糖醋肉
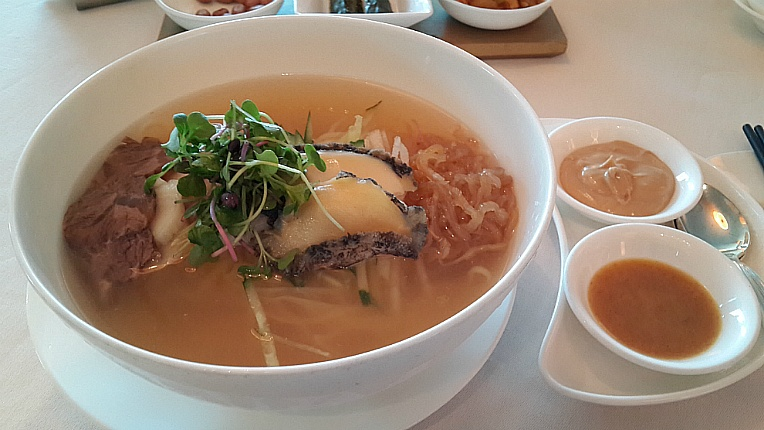
中国冷面（중국냉면）
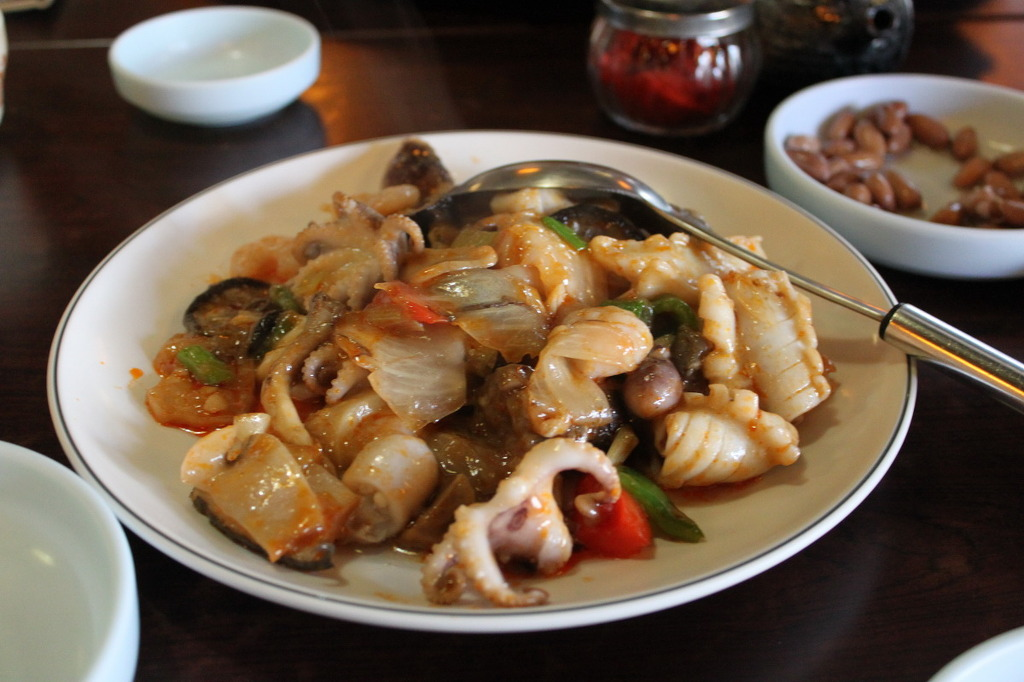
八宝菜
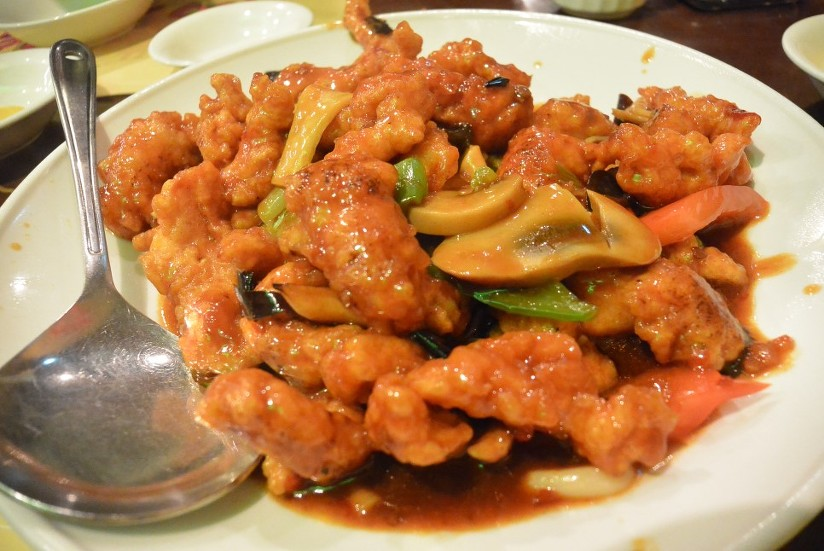
辣椒鸡（라조기）
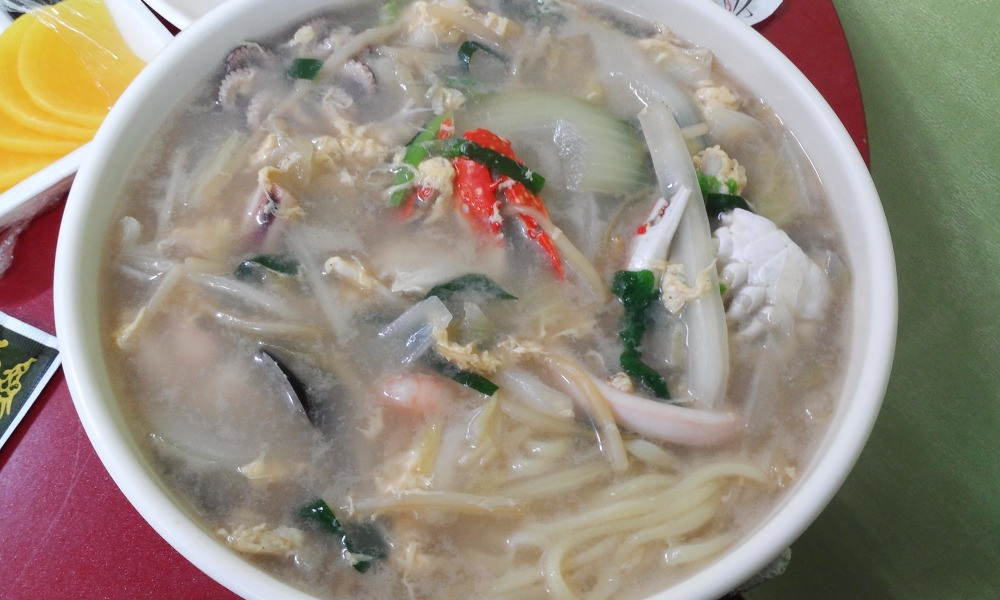
乌冬（우동）
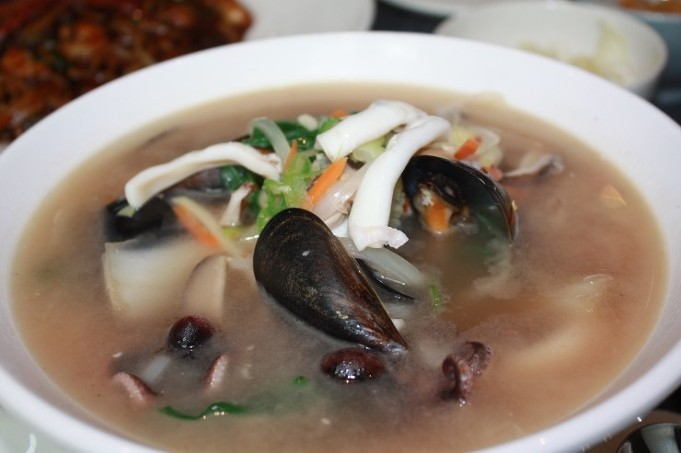
温卤面
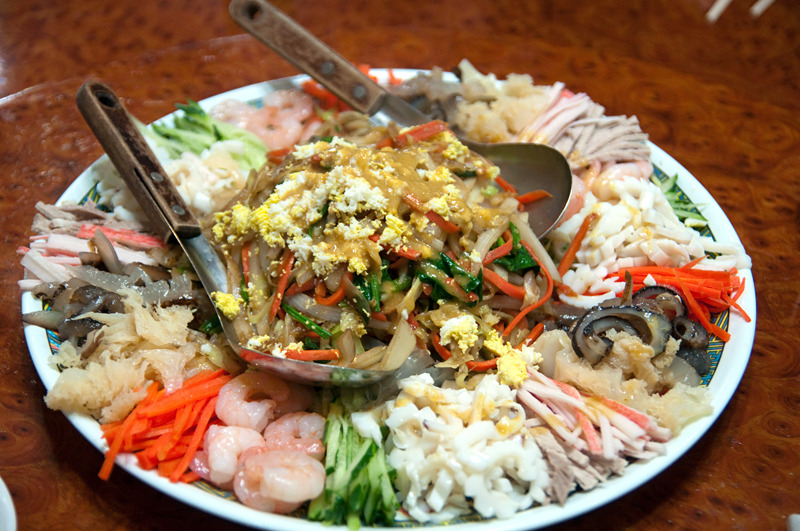
凉皮
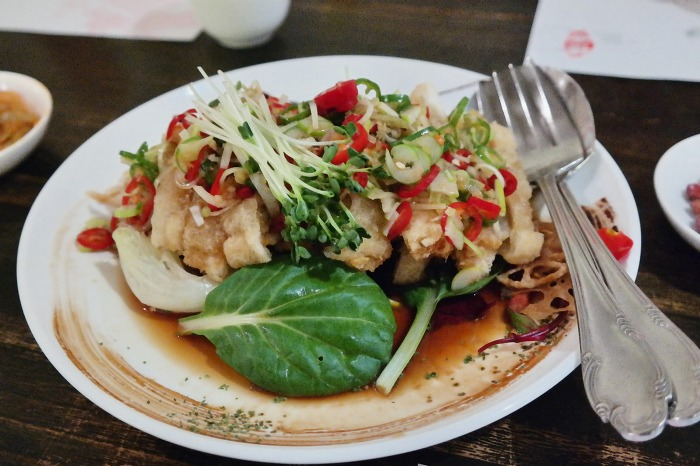
油淋鸡 （유린기）
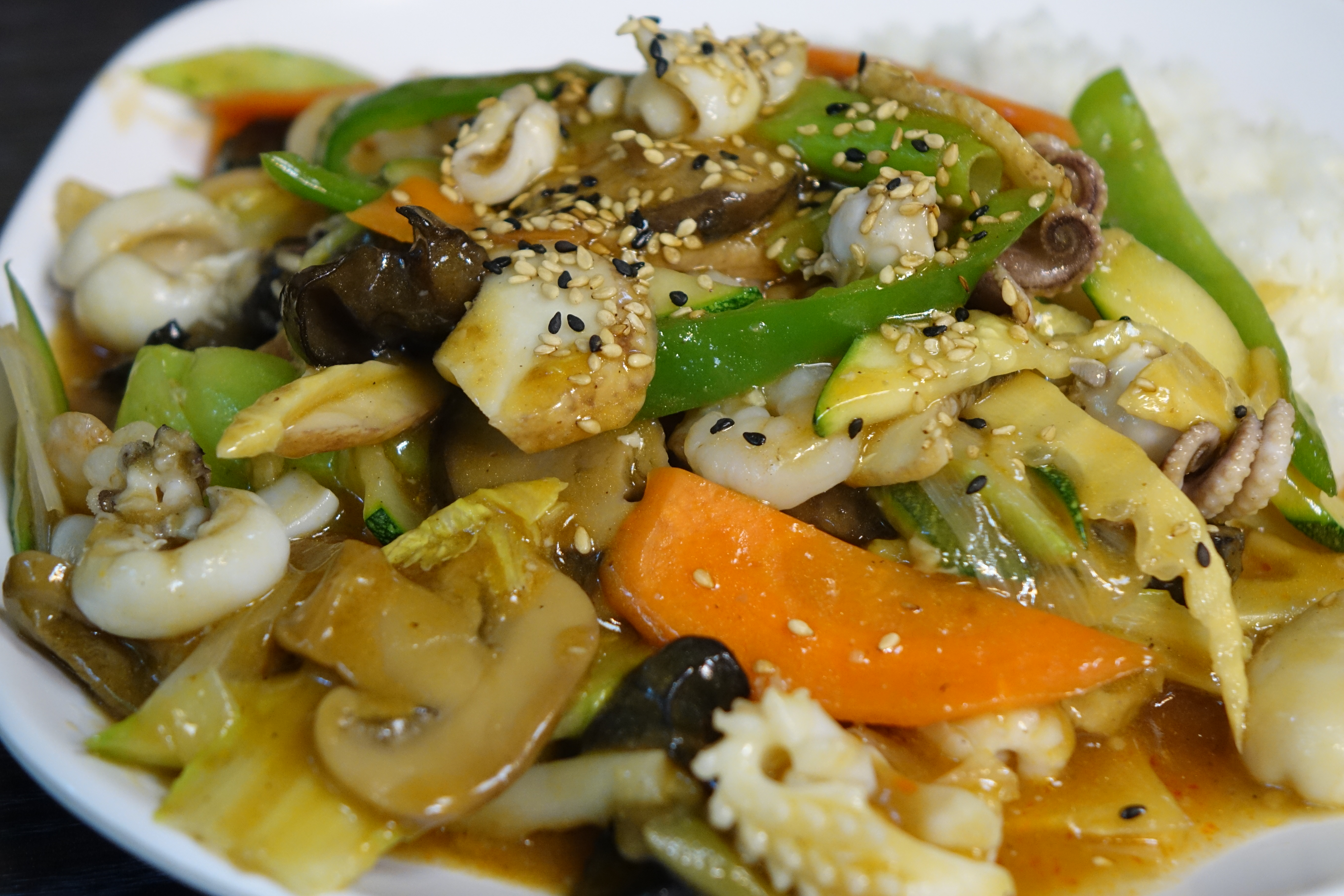
溜三丝（유산슬）